# Tona equivalent de petroli
La tona equivalent de petroli (tep) és una unitat de mesura de l'energia que equival a la quantitat d'energia obtinguda per la combustió d'una tona de petroli. Aquesta energia en principi dependria de la composició química exacta del petroli utilitzat, però per fixar-la hom ha consensuat donar-li el valor de 4·10¹⁰ joules. El seu múltiple ktep (quilotep) també és molt usat. No es correspon amb l'energia elèctrica obtinguda amb una tona de petroli, que podria ser de l'ordre d'uns 0,4 tep.

## Unitats relacionades
El tep/€ (PIB) és la unitat de mesura de la intensitat energètica, que és la quantitat d'energia primària utilitzada per un país per cada unitat de riquesa creada i que s'utilitza en tecnologia energètica, mediambiental i en sostenibilitat.